# داني (مغني)
داني (بالفنلندية: Danny)‏ هو مغني فنلندي، ولد في 24 سبتمبر 1942 في بوري في فنلندا.

## وصلات خارجية
- الموقع الرسمي
- داني على موقع IMDb (الإنجليزية)
- داني على موقع ميوزك برينز (الإنجليزية)
- داني على موقع أول ميوزيك (الإنجليزية)
- داني على موقع أول ميوزيك (الإنجليزية)
- داني على موقع ديسكوغز (الإنجليزية)
- داني على موقع ديسكوغز (الإنجليزية)
- داني على موقع قاعدة بيانات الفيلم (الإنجليزية)